# Ahmed Hikmet (scrittore)
Aḥmed Ḥikmet (Istanbul, 3 giugno 1870 – Istanbul, 19 maggio 1927) è stato uno scrittore turco.

## Biografia
Professore di letteratura al liceo e funzionario del ministero degli Esteri, fu tra i primi a perfezionare in Turchia il genere novellistico. Seguendo la sua carriera consolare, soggiornò in Georgia, a Budapest e a Bombay.
Le sue due raccolte di novelle («Spineto e roseto» e «Le cascate») sono considerate tra i migliori saggi di prosa turca dell'inizio del ventesimo secolo, e grazie ad esse contribuì a diffondere questo genere nel suo Paese.
Hikmet, nei suoi lavori focalizzò la sua attenzione su problematiche sociali, storiche, politiche e familiari, tra le quali l'emancipazione della donna, e il delicato periodo di transizione da un passato ancorato alle tradizioni ed un futuro legato alle innovazioni.

## Opere
- Haristan ve gulistan
- Čaǧlayanlar